# 22 Bullets
22 Bullets är en fransk actionthriller från 2010 baserad på den franska kriminella gängledaren Jacky Imberts liv.

## Handling
Charly Matteï (Jean Reno) försöker lämna sitt kriminella liv bakom sig för att istället satsa helhjärtat på familjen. Hans kriminella förflutna hinner dock ikapp honom och han blir skjuten av en grupp män, varav en är hans barndomsvän Tony Zacchia (Kad Merad), med 22 skott på en parkering. Mirakulöst nog överlever han attacken och börjar planera sin hämnd.
Marie Goldman (Marina Foïs) är en polis som utreder skjutningen på parkeringen. Hon plågas av att mordet på hennes man, också han polis, aldrig klarats upp.

## Om filmen
22 Bullets regisserades av Richard Berry. Jean Reno, som spelar huvudrollen i filmen, har även producerat den tillsammans med Pierre-Ange Le Pogam.
Filmen hade premiär 24 mars 2010 i Frankrike, Belgien och de fransktalande delarna av Schweiz. I Sverige visades inte filmen på bio utan fick premiär direkt på DVD 15 december 2010.

## Rollista (urval)
| Jean Reno                  | – Charly Matteï      |
| Kad Merad                  | – Tony "Zac" Zacchia |
| Jean-Pierre Darroussin     | – Martin Beaudinard  |
| Marina Foïs                | – Marie Goldman      |
| Joey Starr                 | – Pistaschen         |
| Richard Berry              | – Aurelio Rampoli    |
| Venantino Venantini        | – Padovano           |
| Claude Gensac              | – Madame Fontarosa   |
| Joséphine Berry            | – Eva Matteï         |
| Max Baissette de Malglaive | – Anatole Matteï     |
| Catherine Samie            | – Stella Matteï      |
| Moussa Maaskri             | – Karim              |
| Fani Kolarova              | – Christelle Matteï  |
| Luc Palun                  | – Pascal Vasetto     |
| Martial Bezot              | – Franck Rabou       |
| Daniel Lundh               | – Malek Telaa        |
| Jessica Forde              | – Clotilde           |